# جولیت مول
جولیت مول (انگلیسی: Juliette Mole؛ زادهٔ ۱۹۶۴) یک هنرپیشه و هنرمند اهل انگلستان است. وی از سال ۱۹۸۱ میلادی تاکنون مشغول فعالیت بوده‌است.
وی بازیگر فیلم‌هایی همچون قطار ساعت ۴:۵۰ پدینگتون و پوآرو (فصل اول) بوده است.